# Олятово
Оля́тово (рос. Олятово) — присілок у складі Кічменгсько-Городецького району Вологодської області, Росія. Входить до складу Єнангського сільського поселення.

## Населення
Населення — 184 особи (2010; 185 у 2002).
Національний склад (станом на 2002 рік):
- росіяни — 99 %